# Lancer du disque masculin aux Jeux olympiques d'été de 1948
Navigation
Berlin 1936 Helsinki 1952
L'épreuve du lancer du disque masculin aux Jeux olympiques de 1948 s'est déroulée le 2 août 1948 au Stade de Wembley de Londres, au Royaume-Uni.  Elle est remportée par l'Italien Adolfo Consolini.

## Résultats

### Finale
| Rang               | Athlète          | Pays       | Essais | Essais | Essais | Essais | Essais | Essais | Marque | Note |
| Rang               | Athlète          | Pays       | 1      | 2      | 3      | 4      | 5      | 6      | Marque | Note |
| ------------------ | ---------------- | ---------- | ------ | ------ | ------ | ------ | ------ | ------ | ------ | ---- |
| Médaille d'or      | Adolfo Consolini | Italie     | 49.67  | 52.78  | 47.94  | x      | 50.51  | 50.43  | 52.78  | OR   |
| Médaille d'argent  | Giuseppe Tosi    | Italie     | 51.78  | 48.81  | 50.11  | 50.09  | x      | 51.18  | 51.78  |      |
| Médaille de bronze | Fortune Gordien  | États-Unis | 47.95  | 49.20  | 50.77  | x      | 48.74  | x      | 50.77  |      |
| 4                  | Ivar Ramstad     | Norvège    |        |        |        |        |        |        | 49.21  |      |
| 5                  | Ferenc Klics     | Hongrie    |        |        |        |        |        |        | 48.21  |      |
| 6                  | Veikko Nyqvist   | Finlande   |        |        |        |        |        |        | 47.33  |      |
| 7                  | Nikólaos Sýllas  | Grèce      |        |        |        |        |        |        | 47.25  |      |
| 8                  | Stein Johnson    | Norvège    |        |        |        |        |        |        | 46.54  |      |
| 9                  | Arvo Huutoniemi  | Finlande   |        |        |        |        |        |        | 45.28  |      |
| 10                 | Uno Fransson     | Suède      |        |        |        |        |        |        | 45.25  |      |
| 11                 | Hermann Tunner   | Autriche   |        |        |        |        |        |        | 44.43  |      |
| 12                 | Eduardo Julve    | Pérou      |        |        |        |        |        |        | 44.05  |      |